# 상주 남장사 철조비로자나불좌상
상주 남장사 철조비로자나불좌상(尙州 南長寺 鐵造毘盧遮那佛坐像)은 대한민국 경상북도 상주시 남장동에 있는 조선시대의 불상이다. 1989년 4월 15일 대한민국의 보물 제990호 상주남장사철불좌상으로 지정되었다가, 이후 현재의 명칭 '상주 남장사 철조비로자나불좌상'으로 변경되었다.

## 개요
경상북도 상주시 남장사 보광전에 모셔진 철조비로자나불좌상으로 지금은 불신만 남아있다.
얼굴은 단아하며 어깨에 닿을 듯 긴 귀는 목에 3줄로 새겨진 삼도(三道)와 잘 조화를 이루어 위엄을 자아낸다. 양 어깨에 걸쳐 입은 옷은 부드럽게 흘러내려 양쪽 무릎을 덮고 있는데, 주름은 팔과 다리의 끝부분에만 나타났을 뿐 대담하게 생략하고 단순화시켰다. 손은 오른손 검지를 왼손으로 감싸고 있는 모습으로 일반적인 비로자나불상과 비교하여 손의 위치가 바뀐 것을 알 수 있다.
엄숙한 얼굴 표정, 치마를 묶은 띠매듭, 왼쪽 어깨에 드리워진 U자형 옷자락, 단아한 얼굴, 장대한 체구 등은 조선 초기의 불상임을 알려주는 것으로 조선 철불상의 귀중한 예로 높이 평가된다.

## 같이 보기
- 남장사

## 참고 자료
- 상주 남장사 철조비로자나불좌상 - 국가유산청 국가유산포털